# 괴델 계량
괴델 해 또는 괴델 우주라고도 하는 괴델 계량(Gödel metric)은 에너지-운동량 텐서에 두 항이 포함되어 있는 아인슈타인 장 방정식의 정확한 해다. 첫 번째 항은 균일하게 분포된 소용돌이 치는 먼지 입자(먼지 해)들의 질량 밀도를 나타내고, 두 번째 항은 음의 우주상수와 관련되어 있다.(Lambdavacuum 해 참조).
이 해에는 많은 특이한 성질이 있다. 특히 시간 여행을 허용하는 닫힌 시간꼴 곡선이 존재한다. 먼지 알갱이의 밀도에 맞게 우주 상수의 값을 신중하게 선택해야 한다는 점에서 그 정의는 다소 인위적이지만, 이 시공간은 중요한 교육적 예이기도 하다.
이 해는 쿠르트 괴델이 1949년에 발견했다.

## 정의
장 방정식의 다른 해들과 마찬가지로, 괴델 해는 국소적 좌표 조각의 관점에서 계량 텐서를 제공한다. 괴델 우주를 원통 좌표 조각(아래 제시)를 사용하여 이해하는 것이 가장 쉬울 수 있지만 이 글에서는 괴델이 원래 사용했던 좌표 조각을 사용한다. 이 좌표 조각에서 계량(또는 이에 상응하는 선 요소)은
{\displaystyle g={\frac {1}{2\omega ^{2}}}\left[-(dt+e^{x}\,dy)^{2}+dx^{2}+{\tfrac {1}{2}}e^{2x}\,dy^{2}+dz^{2}\right],\qquad -\infty <t,x,y,z<\infty ,}
여기서,  {\displaystyle \omega }는 먼지 알갱이 중 하나를 타고 있는 "회전하지 않는" 관찰자가 측정한 y축 주위의 주변 먼지 알갱이의 각속력에 해당하는 0이 아닌 실수 상수이다. "회전하지 않는"은 관찰자가 원심력을 느끼지 않는다는 것을 의미하지만 이 좌표 조각에서는 y 축에 평행한 축을 중심으로 회전한다. 알 수 있듯이 먼지 알갱이는 x, y 및 z 의 일정한 값을 유지한다. 이 좌표 조각에서 밀도는 x 에 따라 증가하지만, 자신의 기준 틀에서 밀도는 모든 곳에서 동일하다.

## 속성
괴델 해의 속성을 연구하기 위해 틀 장를 채택할 수 있다.
{\displaystyle {\vec {e}}_{0}={\sqrt {2}}\omega \,\partial _{t}}
{\displaystyle {\vec {e}}_{1}={\sqrt {2}}\omega \,\partial _{x}}
{\displaystyle {\vec {e}}_{2}={\sqrt {2}}\omega \,\partial _{y}}
{\displaystyle {\vec {e}}_{3}=2\omega \,\left(\exp(-x)\,\partial _{z}-\partial _{t}\right).}
이 틀은 '먼지 알갱이와 함께 움직이는' 관성 관찰자들의 족을 정의한다. 그러나 {\displaystyle {\vec {e}}_{0}}에 대하여 페르미-워커 도함수를 계산하면 공간 틀이 {\displaystyle {\vec {e}}_{2}}에 대해 각속도 {\displaystyle -\omega }로 회전 하고 있음을 보여준다. 먼지 알갱이와 함께 움직이는 '비회전 관성틀'은 다음과 같다:
{\displaystyle {\vec {f}}_{0}={\vec {e}}_{0}}
{\displaystyle {\vec {f}}_{1}=\cos(\omega t)\,{\vec {e}}_{1}-\sin(\omega t)\,{\vec {e}}_{3}}
{\displaystyle {\vec {f}}_{2}={\vec {e}}_{2}}
{\displaystyle {\vec {f}}_{3}=\sin(\omega t)\,{\vec {e}}_{1}+\cos(\omega t)\,{\vec {e}}_{3}.}

### 아인슈타인 텐서
아인슈타인 텐서의 구성 요소(위의 두 틀에 대해)는 다음과 같다.
{\displaystyle G^{{\hat {a}}{\hat {b}}}=\omega ^{2}\operatorname {diag} (-1,1,1,1)+2\omega ^{2}\operatorname {diag} (1,0,0,0).}
여기서 첫 번째 항은 Lambdavacuum 해의 특성이고, 두 번째 항은 압력이 없는 완벽한 유체 또는 먼지 해의 특성이다. 우주 상수는 먼지의 물질 밀도를 부분적으로 상쇄하기 위해 신중하게 선택된다.

### 위상 수학적 성질
괴델 시공간은 아인슈타인 장 방정식의 정규(특이점이 없는) 해의 드문 예이다. 괴델의 원래 좌표 조각은 측지완비이고 특이점이 없다. 따라서 이것은 대역적 좌표 조각이고, 시공간은 {\displaystyle \mathbb {R} ^{4}} 와 동형이므로 단일 연결 공간이다.

### 곡률 불변량
모든 로렌츠 시공간에서 4차 리만 텐서는 접벡터의 4차원 공간에 대한 다중 선형 연산자(일부 사건에서)이지만 해당 사건에서 이중 벡터의 6차원 공간에 대한 선형 연산자이다. 따라서 고유값이 근이 되는 특성 다항식을 갖는다. 괴델 시공간에서 이러한 고유값들은 간단하다.
- 삼중 고유값 0,
- 이중 고유값 {\displaystyle -\omega ^{2}} ,
- 단일 고유값 {\displaystyle \omega ^{2}} .

### 킬링 벡터
이 시공간은 시간 병진 변환 {\displaystyle \partial _{t}}, 2개의 '공간 병진 변환' {\displaystyle \partial _{y},\;\partial _{z}}, 2개의 추가 킬링 벡터장:
{\displaystyle \partial _{x}-z\,\partial _{z}}
그리고
{\displaystyle -2\exp(-x)\,\partial _{t}+z\,\partial _{x}+\left(\exp(-2x)-z^{2}/2\right)\,\partial _{z}.}
들로 생성되는 킬링 벡터의 5차원 리 대수를 허용한다. 등장사상 군은 '병진적으로' 작동한다. 따라서 시공간은 '균질'하다. 그러나 '등방적'이 아니다.
{\displaystyle x=x_{0}}인 초평면이 추이적 아벨 3차원 변환 군을 허용하므로, 해의 몫은 고정된 원통형 대칭 해로 재해석될 수 있다. 초평면 {\displaystyle y=y_{0}}는 SL(2, R ) 작용을 허용하고 초평면 {\displaystyle t=t_{0}}는 Bianchi III를 허용한다(네 번째 킬링 벡터 장 참조). 이를 대칭 군이 Bianchi 유형 I, III 및 VIII의 3차원 하위 군 예를 포함한다고 설명할 수 있다. 5개의 킬링 벡터 중 4개와 곡률 텐서는 좌표 y에 의존하지 않는다. 괴델 해는 3차원 로렌츠 다양체(부호수 −++)가 있는 인수 R의 데카르트 곱이다.
괴델 해는 국소 등장사상까지 킬링 벡터의 5차원 리 대수를 허용하는 아인슈타인 장 방정식의 유일한 완벽한 유체 해라는 것을 보여줄 수 있다.

### 페트로프 분류 및 벨 분해
괴델 해의 바일 곡률 텐서는 페트로프 분류 D이다. 이것은 적절하게 선택된 관찰자의 경우 조석력이 뉴턴 중력의 점질량에서 느껴지는 것과 아주 가깝다는 것을 의미한다.
조석력을 더 자세히 연구하기 위해 리만 텐서의 벨 분해는 조석력 또는 전기 중력 텐서(조석력을 나타냄), 자기 중력 텐서(회전하는 시험 입자에 대한 스핀-스핀 힘을 나타냄) 및 topogravitic tensor(공간 단면 곡률을 나타냄)의 세 부분으로 계산할 수 있다. 자기와 유사한 다른 중력 효과)
먼지 입자와 함께 이동하는 관찰자는 {\displaystyle {\vec {u}}={\vec {e}}_{0}}에 대한 조석 텐서는 다음과 같다:
{\displaystyle {E\left[{\vec {u}}\right]}_{{\hat {m}}{\hat {n}}}=\omega ^{2}\operatorname {diag} (1,0,1).}
즉, 방향 {\displaystyle \partial _{y}}과 직교하는 등방성 조석장력을 측정한다.  .
중력 자기 텐서는 사라진다:
{\displaystyle {B\left[{\vec {u}}\right]}_{{\hat {m}}{\hat {n}}}=0.}
이것은 이 시공간의 비정상적인 대칭의 결과이며 먼지의 추정 "회전"에는 일반적으로 회전하는 물질에 의해 생성되는 중력장과 관련된 중력 자기 효과가 없음을 의미한다.
여기서 리만 텐서의 주요 로렌츠 불변량은 다음과 같다.
{\displaystyle R_{abcd}\,R^{abcd}=12\omega ^{4},\;R_{abcd}{{}^{\star }R}^{abcd}=0.}
두 번째 불변량의 소실은 일부 관찰자들이 방금 말한 것과 일치하는 중력자기을 측정하지 않는다는 것을 의미한다. 첫 번째 불변량(Kretschmann 불변량)이 일정하다는 사실은 괴델 시공간의 동질성을 반영한다.

### 강체 회전
위에 주어진 틀장은 모두 관성이며, {\displaystyle \nabla _{{\vec {e}}_{0}}{\vec {e}}_{0}=0}, 그러나 시간적 단위 벡터에 의해 정의된 시간적 측지 합동의 와도 벡터는 다음과 같다.
{\displaystyle -\omega {\vec {e}}_{2}}
이것은 근처 먼지 입자의 세계선이 서로 뒤틀리고 있음을 의미한다. 또한, 전단 텐서 {\displaystyle {\vec {e}}_{0}}는 사라지므로 먼지 입자는 강체 회전을 나타낸다.

### 광학 효과
주어진 관찰자의 과거 광추를 보면, {\displaystyle \partial _{y}}에 직교하게 움직이는 영 측지선이 관찰자를 향해 안쪽으로 나선형을 그리며, 방사형으로 보면 점진적으로 시간 지연된 위치에 있는 다른 먼지 알갱이를 볼 수 있다. 그러나 해는 고정되어 있으므로 먼지 알갱이를 타고 있는 관찰자는 다른 알갱이가 자신을 중심으로 회전하는 것을 보지 못하는 것처럼 보일 수 있다. 그러나 위에 주어진 첫 번째 틀 {\displaystyle {\vec {e}}_{j}}은 좌표 조각에서 정적으로 나타나지만, 페르미-워커 도함수는 실제로 자이로스코프에 대해 회전하고 있음을 보여준다. 두 번째 틀 {\displaystyle {\vec {f}}_{j}}은 좌표 조각에서 회전하는 것처럼 보이지만 자이로스코프적으로 안정화되어 있으며 먼지 입자를 타고 있는 회전하지 않는 관성 관찰자는 실제로 각속도 {\displaystyle \omega }로 시계 방향으로 회전하는 다른 먼지 입자를 볼 수 있다. 그의 대칭 축에 대해. 또한 광학 이미지는 회전 방향으로 확장되고 전단되는 것으로 나타난다.
회전하지 않는 관성 관찰자가 대칭축을 따라 보면 예상대로 자신의 동축 비회전 관성 동료가 자신에 대해 분명히 회전하지 않는 것을 볼 수 있다.

### 절대 미래의 형태
호킹과 엘리스에 따르면, 이 시공간의 또 다른 놀라운 특징은, 불필요한 y 좌표가 억제되면 주어진 먼지 입자의 세계선에 있는 사건에서 방출된 빛이 바깥쪽으로 나선 모양으로 원형 첨점을 형성한 다음 안쪽으로 나선 모양을 그린다는 사실이다. 그리고 원래 먼지 입자의 세계선에서 후속 사건에서 다시 수렴한다. 이것은 관찰자가 수직으로 바라보는 것을 의미한다. {\displaystyle {\vec {e}}_{2}} 방향은 유한하게 먼 곳만 볼 수 있으며 더 이른 시간에도 자신을 볼 수 있다.
첨점은 측지적이지 않은 닫힌 널 곡선이다.

### 닫힌 시간 곡선
시공간의 균질성과 시간꼴 측지선 계열의 상호 뒤틀림 때문에 괴델의 시공이 닫힌 시간 곡선(CTC)을 가져야 하는 것은 어느 정도 불가피하다. 실제로 괴델 시공간의 모든 사건을 통하는 CTC들이 있다. 중력 방정식이 우리가 직관적으로 이해하는 시간과 일치하지 않는다는 것을 증명하기 위해 분명히 노력했던 괴델 자신이 이 인과 관계의 특이성을 괴델 우주의 요점으로 본 것 같다.
아인슈타인은 괴델의 해법을 인지하고 있었고 Albert Einstein: Philosopher-Scientist에서 다음과 같이 언급하였다. "계열 자체가 닫혀 있는"(즉, 닫힌 시간꼴 곡선) 일련의 인과 관계가 있는 사건들이 있는 경우, 이 사건들의 열에서 주어진 사건이 다른 사건보다 "이전" 또는 "나중에" 발생했는지 여부를 정의하는 좋은 물리적 방법이 없음을 나타낸다.

그 경우에 우주론적 의미에서 멀리 떨어져 있는 세계 점들에 대해서는 "이전-나중"의 구분이 포기되고, 괴델 씨가 말한 대로 인과 관계의 방향에 관한 역설이 발생한다.

(A-상수가 사라지지 않는) 중력 방정식의 그러한 우주론적 해는 괴델 씨에 의해 발견되었다. 이것들이 물리적인 근거에서 제외되지 않아야 하는지 여부를 저울질하는 것은 흥미로울 것이다.    

### 대역적으로 비쌍곡적
괴델 시공간이 경계 없는 시간 초평면(예: 코시 초평면)을 인정했다면, 그러한 CTC는 시공간이 단순히 연결되어 있다는 사실과 모순되는 홀수 번 교차해야 한다. 따라서 이 시공간은 대역적 쌍곡 시공간이 아니다.

## 원통형 좌표 조각
이 절에서는 위에서 언급한 일부 기능을 더 쉽게 볼 수 있는 괴델 해에 대한 또 다른 좌표 조각을 소개한다.

### 유도
괴델은 자신의 해를 어떻게 찾았는지 설명하지 않았지만, 실제로 가능한 유도 방법들이 많이 있다. 우리는 여기에서 하나를 개략적으로 살펴보고 동시에 위에서 한 주장들 중 일부를 확인한다.
방사형 좌표의 두 가지 결정되지 않은 함수들이 있는 원통형 좌표계의 간단한 틀로 시작한다.
{\displaystyle {\vec {e}}_{3}={\frac {1}{r}}\,\partial _{\varphi }+O\left({\frac {1}{r^{2}}}\right)}
여기서 우리는 시간꼴 단위 벡터장 {\displaystyle {\vec {e}}_{0}}를 생각한다.  먼지 입자의 세계선에 접하고 그들의 세계선은 일반적으로 0이 아닌 소용돌이를 나타내지만, 팽창과 전단은 사라진다. 아인슈타인 텐서가 먼지 항과 진공 에너지 항을 일치시키도록 요구하자. 이는 완벽한 유체와 일치하도록 요구하는 것과 같다. 즉, 틀에 대해 계산된 아인슈타인 텐서의 구성 요소가 다음 형식을 취해야 한다:
{\displaystyle G^{{\hat {i}}{\hat {j}}}=\mu \operatorname {diag} (1,0,0,0)+p\operatorname {diag} (0,1,1,1)}
이것은 다음 조건을 준다:
{\displaystyle b^{\prime \prime \prime }={\frac {b^{\prime \prime }\,b^{\prime }}{b}},\;\left(a^{\prime }\right)^{2}=2\,b^{\prime \prime }\,b}
이것들을 아인슈타인 텐서에 연결하면 {\displaystyle \mu =p}임을 알 수 있다. 이러한 방식으로 구성할 수 있는 가장 단순한 비자명 시공간은 분명히 이 계수가 0이 아니지만 반경 좌표의 상수 함수일 것이다. 구체적으로, 약간의 예지력을 가지고 {\displaystyle \mu =\omega ^{2}}를 선택하자. 그러면,
{\displaystyle b(r)={\frac {\sinh({\sqrt {2}}\omega \,r)}{{\sqrt {2}}\omega }},\;a(r)={\frac {\cosh({\sqrt {2}}\omega r)}{\omega }}+c}
마지막으로 이 틀이 다음을 만족하도록 하자:
{\displaystyle {\vec {e}}_{0}=\partial _{t},\;{\vec {e}}_{1}=\partial _{z},\;{\vec {e}}_{2}=\partial _{r},\;{\vec {e}}_{3}={\frac {{\sqrt {2}}\omega }{\sinh({\sqrt {2}}\omega r)}}\,\partial _{\varphi }-{\frac {{\sqrt {2}}\sinh({\sqrt {2}}\omega r)}{1+\cosh({\sqrt {2}}\omega r)}}\,\partial _{t}}
그러면 {\displaystyle c=-1/\omega } 이고, 틀은
{\displaystyle {\vec {e}}_{0}=\partial _{t},\;{\vec {e}}_{1}=\partial _{z},\;{\vec {e}}_{2}=\partial _{r},\;{\vec {e}}_{3}={\frac {{\sqrt {2}}\omega }{\sinh({\sqrt {2}}\omega r)}}\,\partial _{\varphi }-{\frac {{\sqrt {2}}\sinh({\sqrt {2}}\omega r)}{1+\cosh({\sqrt {2}}\omega r)}}\,\partial _{t}}
이 된다.

### 빛원뿔의 모양
계량 텐서에서 우리는 벡터장 {\displaystyle \partial _{\varphi }},이 작은 반지름에 대해 장소꼴이며 에서 {\displaystyle r=r_{c}}에서 빛꼴이 된다. 여기서
{\displaystyle r_{c}={\frac {\operatorname {arcosh} (3)}{{\sqrt {2}}\omega }}}
이다. 이 반경에서 우리는 {\displaystyle {\vec {e}}_{3}={\tfrac {\omega }{2}}\,\partial _{\varphi }-\partial _{t}}를 얻고,  {\displaystyle {\tfrac {\omega }{2}}\,\partial _{\varphi }={\vec {e}}_{3}+{\vec {e}}_{0}}이고, 따라서 빛꼴이다. t 에서 주어진 원 {\displaystyle r=r_{c}}은 닫힌 빛꼴 곡선이지만 빛꼴 측지선은 아니다.
위의 틀을 살펴보면, {\displaystyle z}좌표가 불필요하다; 이 시공간은 계량 부호수 (−++) 3차원 다양체와 인자 R 의 직적이다. {\displaystyle z}를 무시하고, 3차원 다양체에 집중하기 위해, {\displaystyle r=0} 대칭축에서 벗어날 때 빛원뿔의 모양이 어떻게 변하는지 살펴보겠다:

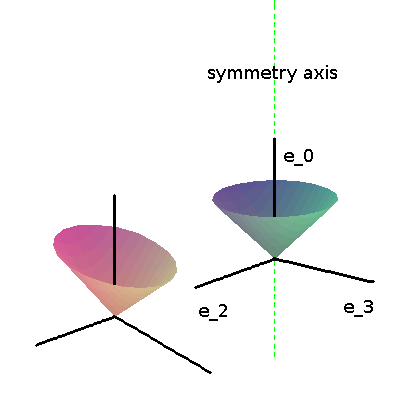
괴델 람다 먼지 해에 대한 원통형 좌표 조각의 두 개의 빛원뿔(틀 벡터와 함께). 명목상 대칭 축에서 바깥쪽으로 이동함에 따라 원뿔은 앞으로 기울어지고, 넓어진다. 수직 좌표선(먼지 입자의 세계선을 나타냄)은 시간꼴이다.

임계 반경에 도달하면 빛원뿔들은 닫힌 시간꼴 곡선에 접하게 된다.

### 닫힌 시간꼴 곡선의 합동
임계 반경 {\displaystyle r=r_{c}}에서, 벡터장 {\displaystyle \partial _{\varphi }}은 빛꼴이 된다. 더 큰 반지름의 경우 시간꼴이다. 따라서 대칭 축에 해당하는 시간꼴 합동은 원으로 구성되고, 특정 관찰자에 해당한다. 그러나 이 합동은 원통 {\displaystyle r=r_{c}}의 외부에서만 정의된다.
이것은 측지적 합동이 아니다. 오히려 이 족의 각 관찰자는 자신의 진로를 유지하기 위해 일정한 가속 을 유지해야 한다. 반경이 작은 관찰자는 더 세게 가속해야 한다. 예상 되듯이, {\displaystyle r\rightarrow r_{c}}일 때 가속도의 크기는 발산한다.

### 빛꼴 측지선
대칭축에서 사건의 과거 빛 원뿔을 조사하면 다음 그림을 찾을 수 있다.

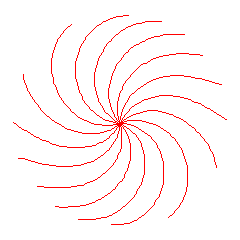
빛꼴 측지선은 대칭 축에서 관찰자를 향해 시계 반대 방향으로 나선형이다. 이것은 "위에서" 보여준다.

좌표 조각의 수직 좌표선은 먼지 입자의 세계선을 나타내지만 좌표 조각에서 직선으로 보이지만 이러한 곡선에 의해 형성되는 합동은 0이 아닌 소용돌이를 가지므로 세계선은 실제로 서로 뒤틀리고 있다. 빛꼴 측지선이 위에 표시된 방식으로 안쪽으로 나선을 그린다다는 사실은 관찰자가 방사형으로 바깥쪽 을 볼 때, 현재 위치가 아니라 이전 위치에서 근처의 먼지 입자를 볼 수 있음을 의미한다. 이것은 먼지 입자가 실제로 서로 회전하는 경우 예상할 수 있는 것이다.
빛꼴 측지선은 기하학적으로 직선이다. 그림에서 그들은 먼지 입자가 고정되어 나타나도록 하기 위해 좌표가 "회전"하기 때문에 나선형으로 보인다.

### 절대적인 미래
호킹과 엘리스에 따르면 대칭축의 사건에서 방출된 모든 광선은 축의 이후 사건에서 다시 수렴되며 빛꼴 측지선은 (빛꼴 곡선이지만 빛꼴 측지선은 아닌)원형 첨단을 형성한다:

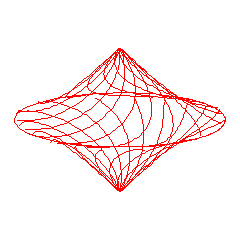
대칭축에서 관찰자에 의해 방출된 빛의 퍼져나감과 재수렴에 대한 호킹과 엘리스의 그림.

이것은 Gödel lambdadust 해에서 각 사건의 절대적인 미래가 우리가 순진하게 예상할 수 있는 것과는 아주 다른 특성을 가지고 있음을 의미한다.

## 우주론적 해석
괴델을 따라서, 우리는 먼지 입자들을 은하들로 해석할 수 있으므로, 괴델 해는 회전하는 우주의 우주론적 모델이 된다. 회전하는 것 외에 이 모델은 허블 팽창 을 나타내지 않으므로, 우리가 살고 있는 우주의 현실적인 모델은 아니지만, 원칙적으로 일반 상대성 이론에 의해 허용되는 우주를 설명하는 것으로 볼 수 있다. 잘 알려지지 않은 다른 괴델의 해는 회전과 허블 확장을 모두 보여주고 그의 첫 번째 모델의 다른 특성을 가지고 있지만 과거로의 여행은 불가능하다. 스티븐 호킹에 따르면 이러한 모델은 우리가 관찰하는 우주에 대한 합리적인 설명 일 수 있지만 관측 데이터는 아주 낮은 회전 속도에서만 호환된다. 이러한 관찰의 질은 괴델이 죽을 때까지 계속해서 향상되었고, 괴델은 항상 "우주는 아직 회전하고 있는가?"라고 묻곤 했고, "아니오, 그렇지 않다."라는 말을 듣곤 했다.
원래 좌표 조각에서 y 축에 누워 있는 관찰자가 그 축을 중심으로 시계 방향으로 회전하는 우주의 나머지 부분을 보는 것을 보았다. 그러나 시공간의 균질성은 이 "축"의 위치가 아니라 방향이 구별됨을 보여준다.
어떤 사람들은 괴델 우주를 일반 상대성 이론이 일종의 마하의 원리를 나타내야 한다는 아인슈타인의 희망에 대한 반례로 해석했다: 뚜렷한 회전축은 없지만 어떤 의미에서 특별한 방향을 고를 수 있는 예.
다른 사람들은, 마하의 원리를 각 사건에서 회전하지 않는 관성 틀의 정의를, 우주의 모든 곳에서 물질의 전역 분포 및 운동에 연결하는 물리적 법칙을 의미하는 것으로 보고, 회전하지 않는 관성 틀이 정확하게 연결되어 있기 때문에, 마하 원리가 제안하는 방식으로 먼지의 회전에 대해 이 모델은 마하의 우너리와 일치한다고 말한다.
이 밖에도 회전하는 우주의 우주 모델로 해석될 수 있는 다른 많은 정확한 해가 알려져 있다.

## 같이 보기
- van Stockum 먼지, (진정한) 원통형 대칭을 가진 또 다른 회전 먼지 해의 경우,
- 먼지 해, 일반 상대성 이론의 먼지 해에 대한 기사.

## 메모
- G. Dautcourt and M. Abdel-Megied (2006). “Revisiting the Light Cone of the Goedel Universe”. 《Classical and Quantum Gravity》 23 (4): 1269–1288. arXiv:gr-qc/0511015. Bibcode:2006CQGra..23.1269D. doi:10.1088/0264-9381/23/4/013.
- Stephani, Hans; Kramer, Dietrich; MacCallum, Malcolm; Hoenselaers, Cornelius; Herlt, Eduard (2003). 《Exact Solutions to Einstein's Field Equations》 2판. Cambridge: Cambridge University Press. ISBN 0-521-46136-7. See section 12.4 for the uniqueness theorem.
- Hawking, Stephen; Ellis, G. F. R. (1973). 《The Large Scale Structure of Space-Time》. Cambridge: Cambridge University Press. ISBN 0-521-09906-4. See section 5.7 for a classic discussion of CTCs in the Gödel spacetime. Warning: in Fig. 31, the light cones do indeed tip over, but they also widen, so that vertical coordinate lines are always timelike; indeed, these represent the world lines of the dust particles, so they are timelike geodesics.
- Gödel, K. (1949). “An example of a new type of cosmological solution of Einstein's field equations of gravitation”. 《Rev. Mod. Phys.》 21 (3): 447–450. Bibcode:1949RvMP...21..447G. doi:10.1103/RevModPhys.21.447.
- Gödel universe on arxiv.org.
- Vukovic R. (2014): Tensor Model of the Rotating Universe, Exercise in Special Relativity 보관됨 2014-11-13 - 웨이백 머신.